# Jubaila
Jubaila és una vila del Najd a l'Aràbia Saudita (24° 54′ N, 46° 28′ E / 24.900°N,46.467°E) a la riba del Wadi Hanifa entre al-Uyayna i al-Diriyya. Antigament una Djubayla fou la vila principal dels Banu Amir del grup Abd al-Kays però no és segur que sigui la mateixa. Tradicionalment es pensa que fou propera a la històrica vila d'Akraba.
Vers 1446 pertanyia al Al Yazid que foren exterminats per Musa ibn Rabia ibn Mani al-Muraydi, ancestre dels saudites. És esmentada diverses vegades com a lloc d'enfrontament entre els saudites i els Banu Khalid d'al-Ahsa entre 1721 i 1758/1759. El 1740 Muhammad ibn al-Wahhab va destruir la tomba de Zayd ibn al-Khatab (germà del califa Umar) que era en aquesta zona.